# Flåsjön (Strömsund)
Der Flåsjön ist ein See in der Gemeinde Strömsund in der schwedischen Provinz Jämtlands län.
Der etwa 40 km lange und 110 km² große See liegt auf einer Höhe von 267 m.
Er wird vom Fånån gespeist, der in sein westliches Ende mündet.
Der Ort Havsnäs liegt am Westufer, Lövberga am Südende des Sees.
Den Abfluss des Flåsjön bildet der Flåsjöån, der diesen an dessen Südostufer verlässt.
Über die Flüsse Hotingsån und Fjällsjöälven gelangt das Wasser des Flåsjön schließlich in den
Ångermanälven.